# عبد اللطيف نوري
عبد اللطيف نوري (1888 -1957) وهو عسكري وسياسي عراقي شغل منصب قائد الفرقة العسكرية الأولى ووزير الدفاع في الفترة بين عامي 1936- 1937.
شارك مع بكر صدقي في انقلابه.
تخرج في الكلية العسكرية العثمانية سنة 1908 والتحق بالثورة العربية الكبرى وبعد انتهاء الحرب العظمى وتشكيل الدولة العراقية التحق بالجيش العراقي برتبة مقدم في سنة 1921،  رقي إلى رتبة عقيد في سنة 1926 وإلى رتبة زعيم (عميد) سنة 1929 . تولى قيادة المنطقة العسكرية الجنوبية وتخرج في دورتي الضباط الصغار والاقدمين وعين لقيادة المنطقة الشمالية في سنة 1933. رقي إلى رتبة أمير لواء في سنة 1932 وهو صديق حميم لنوري السعيد .
وفي سنة 1936 اختير ليكون قائدا للفرقة الأولى وكان قد تولى منصب رئاسة اركان الجيش وكالة لفترة قصيرة، واصبح وزيرا للدفاع في وزارة حكمت سليمان . وفي اب 1937 عين رئيسا لاركان الجيش وبعد تقاعده انتخب نائبا فكان عضوا في مجلس النواب للدورة الانتخابية السابعة 27 شباط 1937-26 اب 1937 . توفي سنة 1957 .

صورة ملتقطة في يوم تأسيس القوة الجوية العراقية في تاريخ 22 نيسان 1931 ويظهر فيها رئيس الوزراء نوري السعيد واللواء الركن جميل الراوي ووزير الخارجية عبد الله الدملوجي، وفي الخلف يظهر الملازم حفظي عزيز والملازم الأول ناطق الطائي والعقيد الركن عبد اللطيف نوري والملازم الأول محمد علي جواد والملازم موسى علي والملازم الاول أكرم مشتاق.